# Liphistius phuketensis
Liphistius phuketensis is een spinnensoort uit de familie Liphistiidae. De soort komt voor in Thailand.